# Chropovská strž
Chropovská strž je přírodní památka v katastrálním území obce Chropov v okrese Skalica v Trnavském kraji na Slovensku. Území bylo vyhlášeno v roce 1993 a jeho rozloha je 47,66 hektaru. Předmětem ochrany je přírodní strž ve flyšovém pásmu s výskytem zkamenělin z posledního období zaplavení mořem v mladších třetihorách.